# 広島電鉄1100形電車
広島電鉄1100形電車（ひろしまでんてつ1100かたでんしゃ）は、1971年に神戸市電（神戸市交通局）より広島電鉄に移籍し、以前在籍していた路面電車車両である。神戸市電時代は神戸市交通局1100形電車を参照。

## 概要
1971年3月の神戸市電（神戸市交通局）廃止に伴い、1100形全車を広島電鉄が購入。
廃止翌日から570形及び1150形の譲受車とともに順次輸送されて整備を行った。同年11月にワンマンカーとして工事終了車より順次竣工。営業運転を開始した。
運用開始当初は、神戸時代の前乗り中降り方式を、広電方式の中乗り前降り方式に改めた程度で、外部塗装などはそのままで運用された。
特に、1104・1105号に関しては、神戸市電独特の菱形の行灯式系統版・方向指示器は当面は存置され、他の同型車よりも神戸市時代の面影を色濃く残していた。その後、方向指示器は塗りつぶされ、のち撤去。系統版も他車と同じものに統一され、台車も神戸時代のFS62形から旧型のH2105形に交換された。
1975年11月1日の千田車庫火災で1101号は、900形902号・550形552号とともに被災したが、翌1976年1月20日に復旧した。
1978年5月より1105号は、同年にハノーバーと姉妹都市になったことを記念して初代のハノーバー号になった。
1981年に方向幕の電動・大型化が全車に行われた。1982年に1103号が、1983年に残りの全車が三菱電機の直流交流変換駆動方式（三菱MDA方式）CU77A集中型（21,000kcal/h×1）で冷房改造され、全車冷房装置を一基乗せた形状になった。1980年代ごろには正面灯周辺に、他車と同様に黄色の菱形の警告マークが書かれたが、90年代ごろに消去された。また、そのころは広告電車としても多く用いられていた。
しばらくはこの状況で運用されたが、1997年にプリペイドカードの機械を設置した際、出口が狭いため乗降に時間がかかることや、他の車両に比べて収容力が劣りパワー不足でもあったことから廃車対象車種となり、急速に数を減らした。
2000年3月に1101・1102・1104号が廃車。その時点で唯一営業運転に使われていたハノーバー号として使用されていた1105号も、まもなくトラックと事故を起こし、塗装を1150形1156号に移し、2001年2月に廃車された。最後まで在籍し、長期休車で倉庫代用として使用された1103号は神戸に里帰りすることが決まり、2003年3月に廃車され、形式消滅した。

## 保存
最後まで残っていた1103号が、神戸市電和田車庫跡に建設された御崎公園に里帰りして保存されている。保存に際し屋根上の冷房機器は撤去されたが、方向幕やワンマン表示は広島電鉄時代のままになっている。2018年から2019年にかけて、片側の先頭のみ神戸市電時代の外観に近づくように復元された。

## 各車状況
| 車番 | 竣工(神戸市電) | 竣工(広電)     | 冷房改造      | 廃車          | 備考                                 |
| ---- | -------------- | -------------- | ------------- | ------------- | ------------------------------------ |
| 1101 | 1954年6月      | 1971年11月8日  | 1983年5月20日 | 2000年3月31日 | 1975年の千田車庫火災で被災するが復旧 |
| 1102 | 1954年6月      | 1971年11月20日 | 1983年5月20日 | 2000年3月31日 |                                      |
| 1103 | 1954年6月      | 1971年11月26日 | 1982年7月5日  | 2003年3月     | 神戸へ里帰り                         |
| 1104 | 1960年6月      | 1971年11月20日 | 1983年6月6日  | 2000年3月31日 |                                      |
| 1105 | 1960年6月      | 1971年11月2日  | 1983年6月6日  | 2001年2月24日 | 初代ハノーバー電車                   |

車番は全車とも神戸時代と同一。